# Skydive Empuriabrava

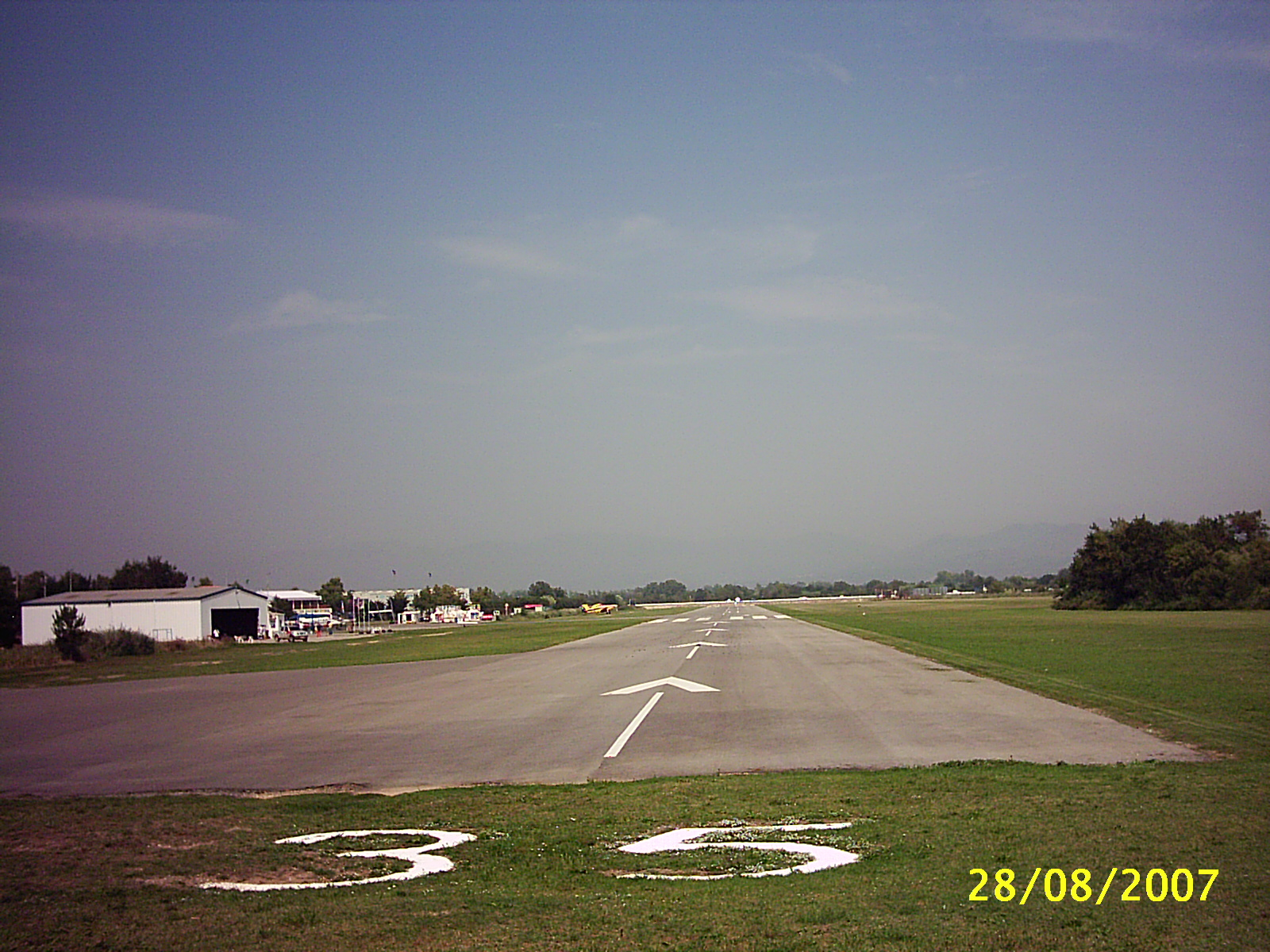
Pista 35 de l'Aeròdrom d'Empuriabrava

Panoràmica de l'aeròdrom

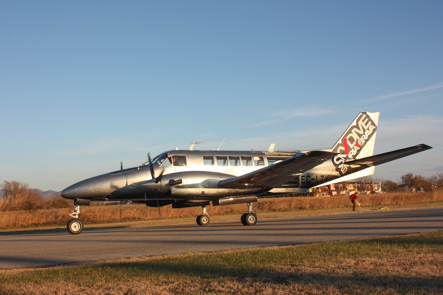
Beechcraft 99

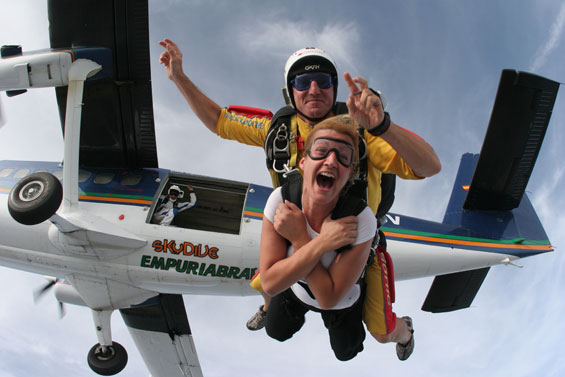
Tandem Skydive

Skydive Empuriabrava és la marca que explota comercialment l'Aeròdrom d'Empuriabrava (a la urbanització d'Empuriabrava de Castelló d'Empúries des del 1985. La seva activitat principal és la pràctica del paracaigudisme, encara que també es duen a terme vols de fotografia, publicitat aèria i turística, així com escola de pilots privats d'avió.
L'Aeròdrom d'Empuriabrava canvia de mans el 1994 quan Peter Jones, Ivan Coufal i Jaume Comas Espigulé compren el Centro de Paracaidismo Costa Brava i s'assoleixen a l'aeròdrom els 134.000 salts a l'any arribant a ser el primer amb major volum de salts al món. Després de la Copa del Món del 2002 es canvia el nom del Centro de Paracaidismo Costa Brava a Skydive Empuriabrava. Les trobades i exhibicions que es realitzaven feia anys, estaven cada cop més consolidades en el calendari dels paracaigudistes de tot el món. Les temperatures suaus de l'Empordà a l'hivern van produir que la trobada del Boogie de Nadal es convertís en l'esdeveniment més important d'Europa, multiplicant la flota d'avions per poder arribar fins a 12.000 salts. El 2012 la societat és comprada per un fons sobirà de Dubai a través de la companyia Skydive Dutch BV i comencen inversions en les instal·lacions amb la intenció d'arribar als 150.000 salts anuals i superar el centre d'Arizona als Estats Units que en realitza 120.000. En 2020, l'empresa va anunciar que compensaria, com a mínim, gran part de les 870 i 1.100 tones de CO2 emesos per les avionetes finançant projectes mediambientals.
És on s'efectuen del 2004 al 2006 les competicions King of Swoop (anomenat inicialment Beach Swoop Challenge), una de les proves més espectaculars del paracaigudisme mundial on es congreguen els especialistes de l'swooping, tècnica de l'aterratge utilitzant la velocitat, la distància i la precisió. Aquest tipus de competició es reprèn l'any 2014.
També és on s'efectuen del 2004 al 2006 les competicions King of Swoop (anomenat inicialment Beach Swoop Challenge), una de les proves més espectaculars del paracaigudisme mundial on es congreguen els especialistes de l'swooping, tècnica de l'aterratge utilitzant la velocitat, la distància i la precisió. Aquest tipus de competició es reprèn l'any 2014.
És, des del 1989 i sobretot des del 1993, seu de competicions d'Espanya, d'Europa i del Món en les diferents disciplines del paracaigudisme, free style, POPs, extreme games, swoop, skysurfing, freefly i VFC.

## Rècords
Són rècords assolits en les instal·lacions:
- Rècord Guinness 2014 de salts en tàndem en aconseguir 35 salts en una hora quan el rècord es trobava en 28.[8]
- Rècord Europeu 2015 de Freefly en la modalitat de Head Up amb 21 paracaigudistes[9]

L'equip Skydive Empuriabrava participa en manifestacions de paracaigudisme arreu del món, aconseguint fites:
- 2003 Rècord del món de gran formació: el 13 de desembre de 2003 a Eloy (Arizona), 300 paracaigudistes[10]
- 2004 Rècord del món de gran formació: el 6 de febrer del 2004 a Korat (Tailàndia), 357 paracaigudistes d'arreu del món aconsegueixen una formació en caiguda lliure a 280 km/h, que es va mantenir unida durant exactament 6 segons a una alçada de 24.000 peus (7.315 metres). La fita, creada en ocasió del 72è aniversari de la reina de Tailàndia, reunia als millors saltadors del món en una oportunitat per històrica. Tres paracaigudistes de l'equip Empuriabrava-Red Bull (Santi Corella, Félix Àlvarez i Toni López) juntament amb Alain Dony hi són presents.[11]
- 2006 Rècord del Món de gran formació: al febrer, també a Tailàndia, aquest cop 400 paracaigudistes d'arreu del món aconsegueixen una formació en caiguda lliure que es va mantenir unida durant 4,25 segons.[12]

## Exhibicions i col·laboracions
- El gener del 1997, es realitza un salt de solidaritat amb els segrestats per ETA, José Antonio Ortega i Cosme Delclaux[13]
- Construcció d'un llaç negre en caiguda lliure com a mostra de solidaritat amb les víctimes dels atemptats terroristes de l'11 de març a Madrid. (11 d'abril del 2004)[14]
- Des del 2005 existeix una col·laboració amb la Fundació El Somni dels Nens, per la qual nens amb càncer o altres malalties greus poden fer possible el somni de volar.[15]

Ha sigut plató de rodatge de pel·lícules i de vídeos musicals. En el 2000 es va rodar el vídeo musical Bird of Prey de Fatboy Slim, al març del 2004 els exteriors de les escenes de persecució en vol de la pel·lícula de producció francesa Agents secrets amb Monica Bellucci i Vincent Cassel, i més tard, l'any 2011, els exteriors de les escenes de paracaigudisme dels protagonistes de la pel·lícula Zindagi Na Milegi Dobara ("Només es viu una vegada"), una de les pel·lícules de més èxit del cinema de Bollywood.